# Яніна Елькін
Яніна Елькін (*20 грудня 1982, Київ, Українська РСР) — німецька акторка театру та озвучування українського походження.

## Життєпис
Елькін почала брати уроки балету в три роки. З 1986 по 1991 рік навчалася в Київській державній академії танцю. У 1993 році у віці 10 років приїхала з родиною з України до Німеччини. З 1998 року брала уроки в Державній академії балету в Мангаймі. Отримала стипендію для вивчення акторської майстерності в Інституті Лі Страсберга в Нью-Йорку, де навчалася з 2001 по 2004 рік. З 2012 по 2014 роки навчалася в Академії драматичного мистецтва Ернста Буша в Берліні. Відвідувала також семінари з методики акторської майстерності та техніки Мейснера.
Її театральний дебют відбувся в Гамбурзі в Театрі Альтона (2003; роль Івонни в «Найкрасивішому дні року» Ніка Волша), в Театрі Кампнагеля (2004; роль «Вона» в опері «Цілі дні, цілі ночі» Ксав’єра Дюррінгера), в Театрі в кімнаті (2005; роль Карлотти Барра в опері «Тамара» Джона Крізанца), в театрі Spre chwerk Hamburg (2005) і в Театрі Атріум (2006; як Joy in Lost  Джейн Мартін).
Грала в Національному академічному драматичному театрі в Києві у виставах Вишневий сад (2004; роль Ані) і «Таксист» (2007; роль Лени), а також у театрі Шаушпільхаус Бохум (2008).
З 2009 по 2010 рік вона грала роль Крихітки в мюзиклі Брудні танці в Театрі на Потсдамській площі.

### Робота в кіно і на телебаченні

#### Кіно
У 2011 році вона зіграла головну роль Софі в повнометражному фільмі Люсьєна Фьорстнера Поцілунок Бели: Пролог, трилері про угорського серійного вбивцю Белу Кісса, разом із Крістіною Клебе, Фабіаном Стуммом і Рудольфом Мартіном; фільм вийшов на екрани в січні 2013 року. В австрійсько-американському фільмі Тиха ніч (2012) Крістіана Вуїсса, який вийшов на екрани німецьких кінотеатрів у 2013 році, вона зіграла роль жительки села Марії, яку в селі вважають негідницею через її нібито сумнівний спосіб життя. У повнометражному фільмі Чужородне тіло (2015), де Елькін зіграла головну жіночу роль разом із Торстеном Мертеном, вона грала молоду українку Ірину, яка незаконно віддає свою нирку експедитору Вольфгангу.
У дитячо-юнацькому фільмі Качечка добра! Дівчина сама вдома, прем’єра якого відбулася на Берлінському міжнародному кінофестивалі у лютому 2016 року, вона зіграла другорядну роль місіс Шнайдер. У вересні 2016 року на Цюріхському кінофестивалі вперше показали драму Смерть на виплату, в якій Елькін грає найкращу подругу головної героїні (Вероніка Феррес). У кінокомедії Східно-фризька для початківців, прем'єра якої відбулася на Гамбурзькому кінофестивалі в жовтні 2016 року, Елькін зіграла сувору підприємицю Світлану.
У 2019 році вона знялася в повнометражному фільмі Рози фон Праунгайм Темна кімната – Смертоносні краплі.

#### Телебачення
Першою телевізійною роботою Елькін став телефільм Поцілунки заборонені, Баггерн дозволений (2003) Ларса Монтага, в якому вона зіграла коханку. У кримінальному серіалі ZDF Штуббе – від випадку до випадку вона зіграла глуху асистентку (2005).
Зіграла роль вчительки біології та хімії Анни-Каріни Левін у дитячо-юнацькому серіалі Замок Ейнштейна.
У телевізійному фільмі Весна на двох (2015) телеканалу ZDF Елькін зіграла колишню дівчину померлого сина старого фермера Марії Сіндфінгер, яку зіграла Корнелія Фробесс. У 2017 році у 11-му сезоні серіалу ZDF Край гавані екстреного виклику вона зіграла головну роль молодої жінки з нездійсненим бажанням мати дітей, яка викрадає дитину. У 2019 році у 4-му сезоні серіалу У всій дружбі – Молоді лікарі (2019) Елькін зіграла головну роль сліпої пацієнтки, якій ставлять трагічний діагноз.
У американському драматичному міні-серіалі Ферзевий гамбіт (2020) вона зіграла повторювану роль другого плану дружини чемпіона світу з шахів Василя Боргова, якого зіграв Марчін Дороцінський. У Місце злочину: що ми успадковуємо (2021) вона зіграла домашню помічницю Зофію Янчак. У Місце злочину: Що залишилося (2024) Елькін зіграла Жасміну Тімміг, яка родом з Вірменії. У телевізійному фільмі Практика з видом на море – корабельна аварія (2024) з Таньою Ведгорн вона зіграла вдову Оксану Коваленко, чий син і чемпіон світу з шахів Кирило потрапляє в клініку Рюген. У телевізійному кримінальному трилері Зеландія – Злочин на Боденському озері: Демони (2024) вона зіграла підозрювану Мелані, яка мовчить перед детективами.

### Робота з дубляжу
Елькін також час від часу працює як акторка озвучування та в озвучуванні відеоігор. Серед інших вона озвучувала Ольгу Куриленко та Аннет Махендру.
З 2017 по 2018 рік викладала в Stagefactory у Берліні.

### Особисте життя
Яніна Елькін володіє німецькою та російською мовами. Її дочка Ромі Лів Елькін, народжена у 2017 році, грала в Замку Ейнштейна у 2020 році. Живе в Берліні.

## Фільмографія (добірка)

### Кіно і телебачення
- 2003: Заборонено цілуватися, дозволено копати (телефільм)
- 2004: Падаючий лист – осінній день (короткометражний фільм)
- 2005: Бабники – мачо в глухому куті (серіал)
- 2005: Штуббе – Від випадку до випадку: Круті хлопці (серіал)
- 2005: Лоренц (Короткометражний фільм)
- 2005: Ефект метелика (Короткометражний фільм)
- 2006: Штормовий нагін (серіал)
- 2006: Дует: Під владою (серіал)
- 2009: SOKO 5113: Мерці не обіймаються (Fernsehserie)
- 2009: Scissu (Короткометражний фільм)
- 2010: Як квіти (Like Flowers) (Короткометражний фільм)
- 2010: Not Afraid (Короткометражний фільм)
- 2010: 1000 граммів (Короткометражний фільм)
- 2011–2022: Замок Ейнштейна (серіал, 143 серії)
- 2012: Тиха ніч (телефільм)
- 2012: Світ поруч (Короткометражний фільм)
- 2012: Леді Європа
- 2013: Поцілунок Бели: Пролог
- 2013: У всій дружбі (телесеріал)
- 2013: Сільський лікар (телесеріал)
- 2013: Глобальний гравець – де ми в авангарді
- 2014: Vivre à Berlin (Короткометражний фільм)
- 2014: Глобальний гравець – де ми в авангарді (Короткометражний фільм)
- 2015: Чужорідне тіло
- 2015: Весна для двох (телесеріал)
- 2015: Ной (Короткометражний фільм)
- 2015: SOKO Штутгард: Маски (телесеріал)
- 2015: Сервіс (телесеріал)
- 2016: Добра Качка! Дівчина одна вдома
- 2016: Смерть частинами (короткочасна втрата пам'яті)
- 2016: Східнофризька для початківців
- 2016: SOKO Лейпциг: Смерть колеги (телесеріал)
- 2016–2018: Замок Вебштайн (серіал онлайн, 2 серії)
- 2017: Край гавані екстреного виклику (телесеріал)
- 2017: Повний місяць
- 2017: Інший світ (короткометражний)
- 2018: Візит (короткометражний фільм)
- 2019: У всій дружбі – Молоді лікарі (телесеріал)
- 2019: Матула – смерть на Майорці (телефільм)
- 2019: Darkroom – Deadly Drops
- 2019: Місце злочину: Жорстке ядро (серіал)
- 2019: Коханці
- 2020: Ферзевий гамбіт (The Queen’s Gambit, телесеріал)
- 2021: Столична область (телесеріал)
- 2021: Місце злочину: що ми успадковуємо (серіал)
- 2021: WaPo Боденське озеро (телесеріал)
- 2022: У всій дружбі (телесеріал)
- 2022: SOKO Кельн (телесеріал)
- 2022: Фріці – Раю доведеться почекати (телесеріал)
- 2022: Сайонара Лорелі (серіал)
- 2022: Вчора ми ще були дітьми (телесеріал)
- 2023: Серцебиття
- 2024: Місце злочину: Що залишилося (серіал)
- 2024: Практика з видом на море – корабельна аварія (серіал)
- 2024: SOKO Вісмар (телесеріал)
- 2025: Столична область: У момент страху (телефільм, ARD)

### Синхронізація
Аннет Магенндру
- 2013: Американці
- 2014: Анатомія Грея
- 2014: Білий комірець